# Remigius av Reims

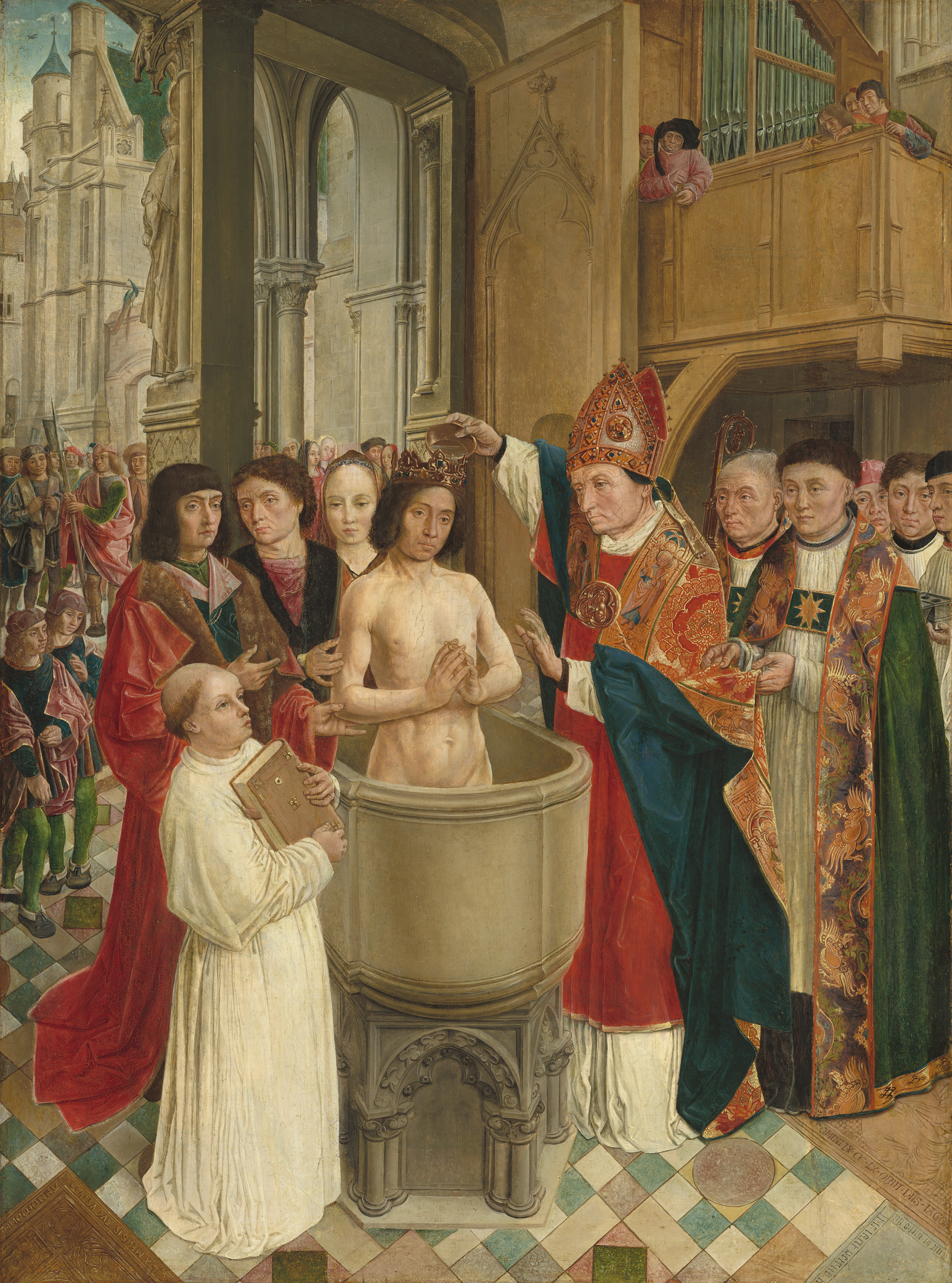
Remigius döper Klodvig, målning av Maître de Saint-Gilles.

Remigius av Reims (franska: Saint Rémi eller Saint Rémy), född omkring 437 i Cerny-en-Laonnois, Picardie, död 13 januari 533 i Reims, var ärkebiskop av Reims och Frankrikes apostel. Remigius omvände den frankiske kungen Klodvig I till kristendomen julafton år 496, vilket var en milstolpe i kristendomens historia i Europa. Han vördas som helgon i Katolska kyrkan, med 1 oktober som festdag. Remigius är Frankrikes skyddshelgon.

## Biografi

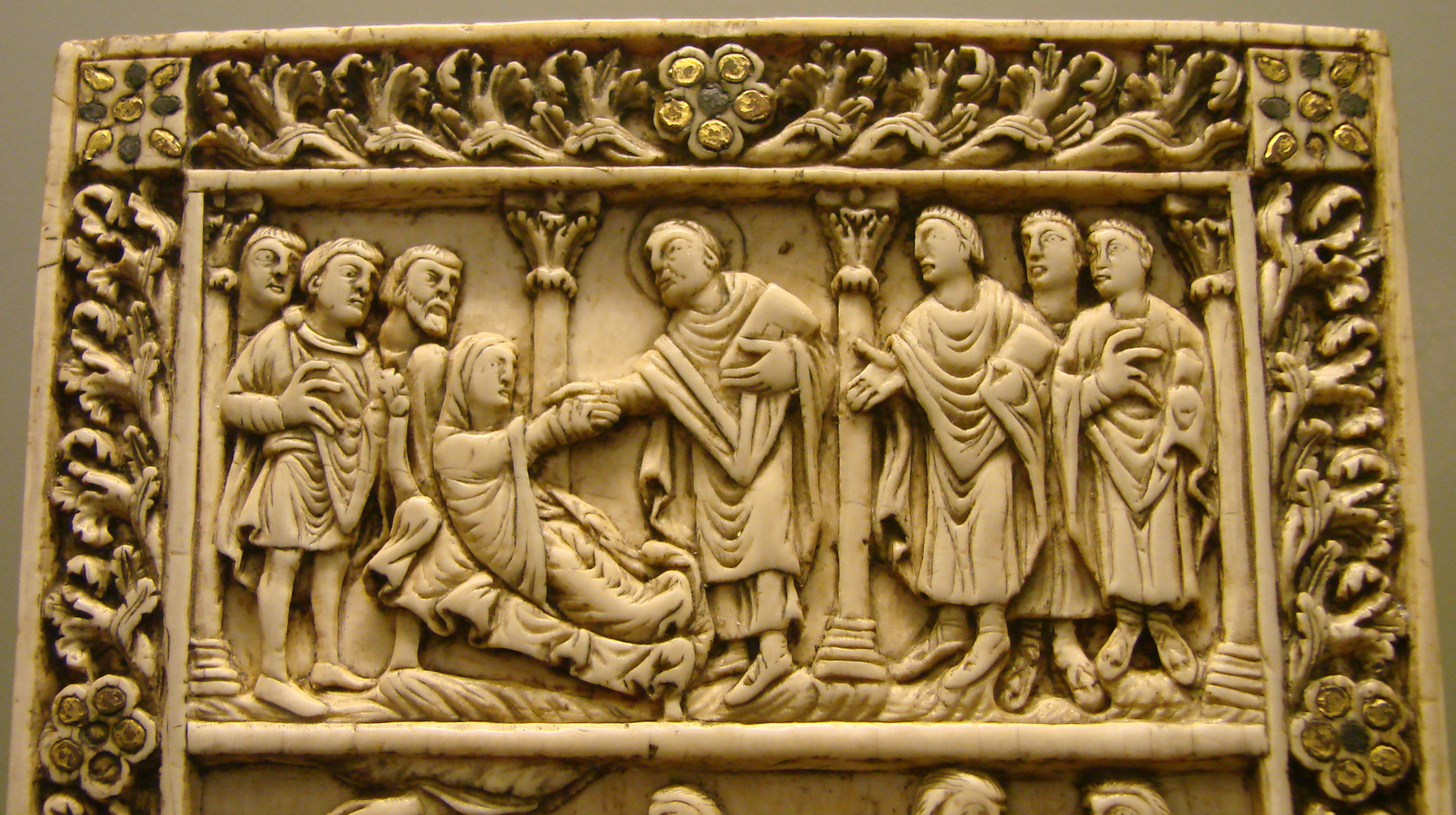
Remigius uppväcker en flicka från döden.

Remigius var son till Emilus, greve av Laon, och sankta Celina. Efter studier i Reims blev Remigius så omtalad för sin lärdom att han utsågs till ärkebiskop vid en ålder av blott 22 år. Han vinnlade sig i den egenskapen om att predika om kristendomen för frankerna, och det sägs att han på grund av sin popularitet kunde återfå heliga föremål som frankerna tagit i byte, däribland vasen i Soissons. Tillsammans med sankt Vedastus och drottningen, sankta Clotilda, lät han omvända frankernas kung Klodvig I, som döptes julaftonen år 496 inför en stor församling människor. Detta ledde till att ärkebiskopssätet ökade i omfång, eftersom Remigius tilläts verka inom ett större område, och sålunda grundade Remigus biskopssätena i Tournai, Arras, Cambrai och Thérouanne. I ett kyrkomöte 517 engagerade han sig i frågan om omvända arianer. Hans reliker förvarades först i katedralen i Reims, men flyttades på grund av normandernas härjningar till Saint-Remibasilikan som bär hans namn.